# Uperoleia mjobergii
Az Uperoleia mjobergii a kétéltűek (Amphibia) osztályának békák (Anura) rendjébe, a Myobatrachidae családba, azon belül az Uperoleia nembe tartozó faj.

## Előfordulása
Ausztrália endemikus faja. Nyugat-Ausztrália Kimberley régiójában a Fitzroy folyó alsó szakaszán honos. Elterjedési területének mérete nagyjából 38 400 km².

## Nevének eredete
Nevét Eric Georg Mjöberg (1882-1938) svéd zoológus tiszteletére kapta.

## Megjelenése
Apró termetű békafaj, testhossza elérheti a 2,5 cm-t. Háta barna, kis barnás-narancssárgás foltokkal, a szemek között, valamint a hát középső és alsó részén különálló, közel szimmetrikus barna foltpárokkal. A karok és a lábak alsó felülete lilás-rózsaszínű. Hasa barnásfehér, a hímek torka sötét árnyalatú. Pupillája csaknem kerek, a szivárványhártya aranyszínű. Az ágyék és a combok hátsó része élénk vörös. Mellső lábának ujjai között nincs úszóhártya, a hátsók egyharmadán van, ujjai végén nincsenek korongok. A parotoid mirigyek és az ágyék közelében lévő mirigyek néha majdnem összeérnek, halványbarna csíkot alkotva az oldalak mentén.

## Életmódja
Nyáron és esetleg ősszel, az esős évszakban szaporodik. A petéket egyenként rakja le a vízfelszín alatti növényzetre, tavakban, árkokban és elárasztott füves területeken. Az ebihalak hossza elérheti a 3 cm-t, aranybarna vagy szürkés-arany színűek. Gyakran a víztestek alján tartózkodnak. Nem ismert, hogy mennyi idő alatt fejlődnek békává.

## Természetvédelmi helyzete
A vörös lista a nem fenyegetett fajok között tartja nyilván. Populációja stabil, több természetvédelmi területen is megtalálható.